# 珠芽地锦苗
珠芽地锦苗（学名：Corydalis sheareri f. bulbillifera）为罂粟科紫堇属地锦苗下的一个变型。

## 扩展阅读
- 維基物種上的相關：珠芽地锦苗